# Râul Cremenea Mare
Râul Cremenea Mare este un curs de apă, în județul Brașov, unul din brațele care formează Râul Cremenea. 

## Hărți
- Harta turistică Munții Ciucaș
- Harta Munții Ciucaș  Arhivat în 30 martie 2010, la Wayback Machine.
- Harta Masivul Ciucaș
- Harta județul Brașov